# Ligne 85 (Infrabel)
Pour les articles homonymes, voir Ligne 85.
La ligne 85 est une ancienne ligne de chemin de fer en Belgique. Longue de 33,8 km, elle reliait Leupegem et Herseaux via Avelgem. Elle rejoignait la frontière française vers Roubaix.

## Histoire

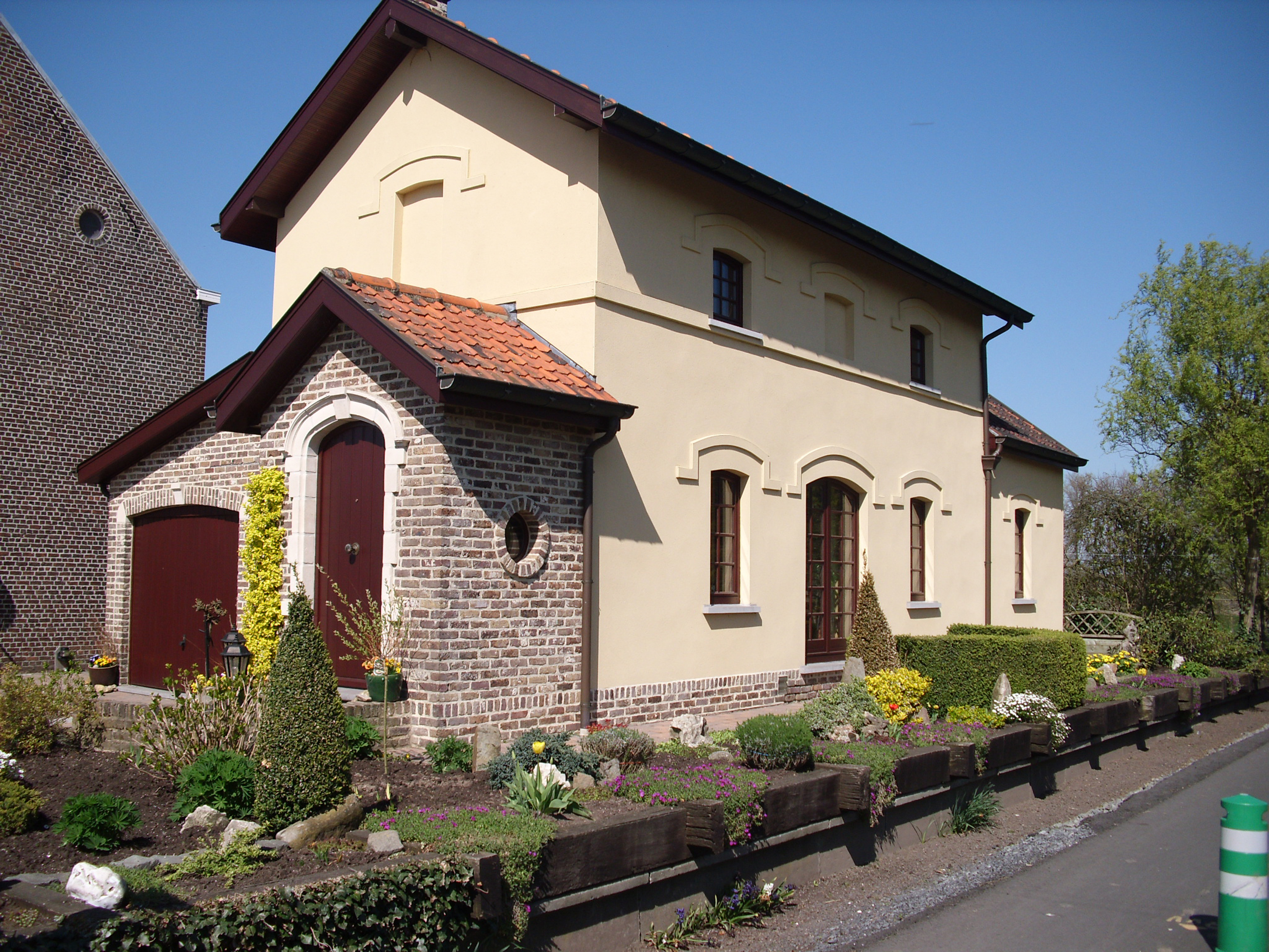
Ancienne maison de garde-barrière à Melden

La ligne est mise en service en trois sections: Le premier tronçon entre Avelgem et Herseaux est ouvert le 1er décembre 1881. Le 2 octobre 1890 la ligne est prolongée vers Leupegem. Finalement, le 7 avril 1899 la section entre Herseaux et la frontière française est ouverte. 
Le service des voyageurs vers la France cesse en 1932. Les voyageurs pourraient utiliser le tramway B de l'Électrique Lille Roubaix Tourcoing (ELRT) pour aller à Roubaix jusqu’à 1956. Le trafic des marchandises sur cette section reste possible jusqu’à 1950, et les rails entre Herseaux et la frontière sont démolis en 1954. 
Le 1er août 1959 la ligne est fermée au service des voyageurs. 
Depuis le 1er janvier 1960, les trains marchandises ne circulent qu'entre Leupegem et Avelgem. La voie entre Avelgem et Herseaux est démantelée en 1966.
À partir de 1975, la circulation des marchandises est limitée aux trains de charbon qui alimentent la centrale électrique de Ruien. La ligne entre Ruien et Avelgem n’est plus utilisée et est démantelée  en 1984.
Depuis le 1er janvier 2000, la centrale de Ruien n’est alimentée que par bateau, le e dernier trafic de fret sur la ligne 85 est arrêté et la ligne est fermée. Les voies demeurent en place jusqu'au printemps 2006.

## Tracé

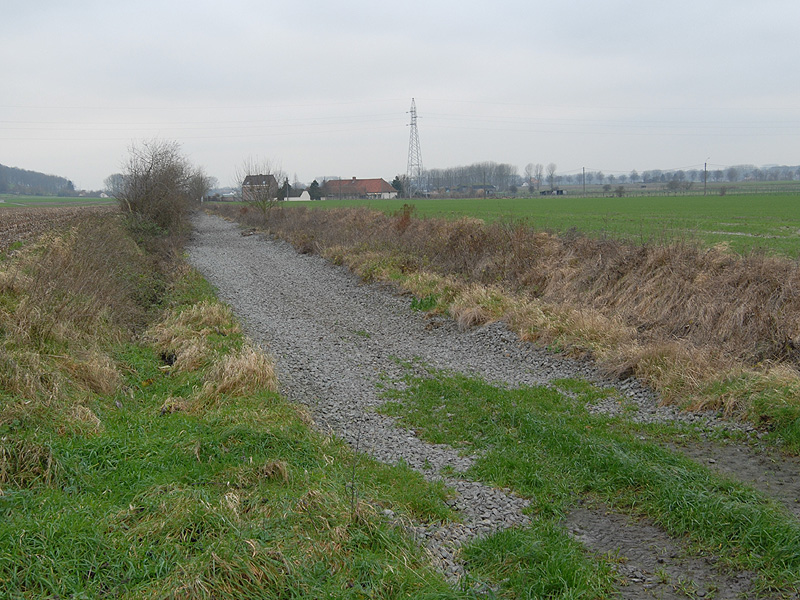
L’ancienne ligne près de Leupegem

Dans les endroits suivants, il y avait des connexion avec autres lignes de chemin de fer : 
- Herseaux (frontière) : RFN 271 000 entre Roubaix-Wattrelos et Wattrelos
- Herseaux : ligne 75A (Infrabel) entre Mouscron et Froyennes
- Avelgem : ligne 83 (Infrabel) entre Courtrai et Renaix
- Leupegem : ligne 86 (Infrabel) entre De Pinte et Basècles-Carrières

Cette ligne est fermée et déposée sur toute sa longueur et est déposée entre 1954 et 2006 pour le dernier tronçon.
Dans le paysage, il reste encore des vestiges de l'ancienne ligne. Dans les environs d'Herseaux, le tracé est largement utilisé pour les routes. Entre Espierres et Avelgem, une piste cyclable a été construite, connue comme «Trimaarzate» en référence au transport des travailleurs saisonniers (dites trimards). À Ruien, il est prévu de construire un sentier écologique, et entre Ruien et Leupegem, une piste cyclable asphaltée a été construite (8 km).